# Ефетов, Константин Борисович
Константи́н Бори́сович Ефе́тов (29 апреля 1950, Чкалов — 11 августа 2021, Бохум, Северный Рейн-Вестфалия) — советский и германский физик, доктор физико-математических наук, старший научный сотрудник Института теоретической физики им. Л. Д. Ландау, профессор Рурского Университета (Бохум).

## Биография
Родился 29 апреля 1950 года в Чкалове (ныне Оренбург). Внук востоковеда и тюрколога караимского происхождения Семёна Борисовича Ефетова (1872—1959). Отец — Борис Семёнович Ефетов, преподаватель железнодорожного техникума, участник Великой Отечественной войны.
В 1967 году окончил спецшколу-интернат физико-математического профиля № 18 при МГУ им. М. В. Ломоносова.
- 1967—1973 — студент факультета общей и прикладной физики МФТИ;
- 1973—1976 — аспирант Института теоретический физики им. Ландау
- 1976—1983 — младший научный сотрудник там же;
- с 1983 — старший научный сотрудник там же;
- 1982—1988 на преподавательской работе в МФТИ;
- 1989—1993 — директор Института исследования твёрдого тела Общества Макса Планка в Штутгарте (Германия);
- с 1997 — профессор, заведующий кафедрой теоретической физики Рурского Университета (Бохум).

Умер 11 августа 2021 года в Бохуме.

## Научная деятельность
Научный руководитель инфраструктурного проекта «Коллективные явления в квантовой материи» в НИТУ «МИСиС».
Кандидатская диссертация (1976) — «Некоторые вопросы теории квазиодномерных и слоистых металлов».
Докторская диссертация (1983) — «Проводимость и сверхпроводимость в низкоразмерных металлах».
Область научных интересов: теоретическая физика, сильно-взаимодействующие электроны, сверхпроводимость, мезоскопические системы, графен.
Список статей — на сайте https://scholar.google.com/citations?user=ee7fZ8MAAAAJ&hl=ru

## Награды
- Landau-Weizmann Research Prize (Израиль, 1998)
- APS Outstanding Referee (США, 2011)
- Blaise Pascal Research Chair (Франция, 2011)